# Joseph Balthasar von Wilczek

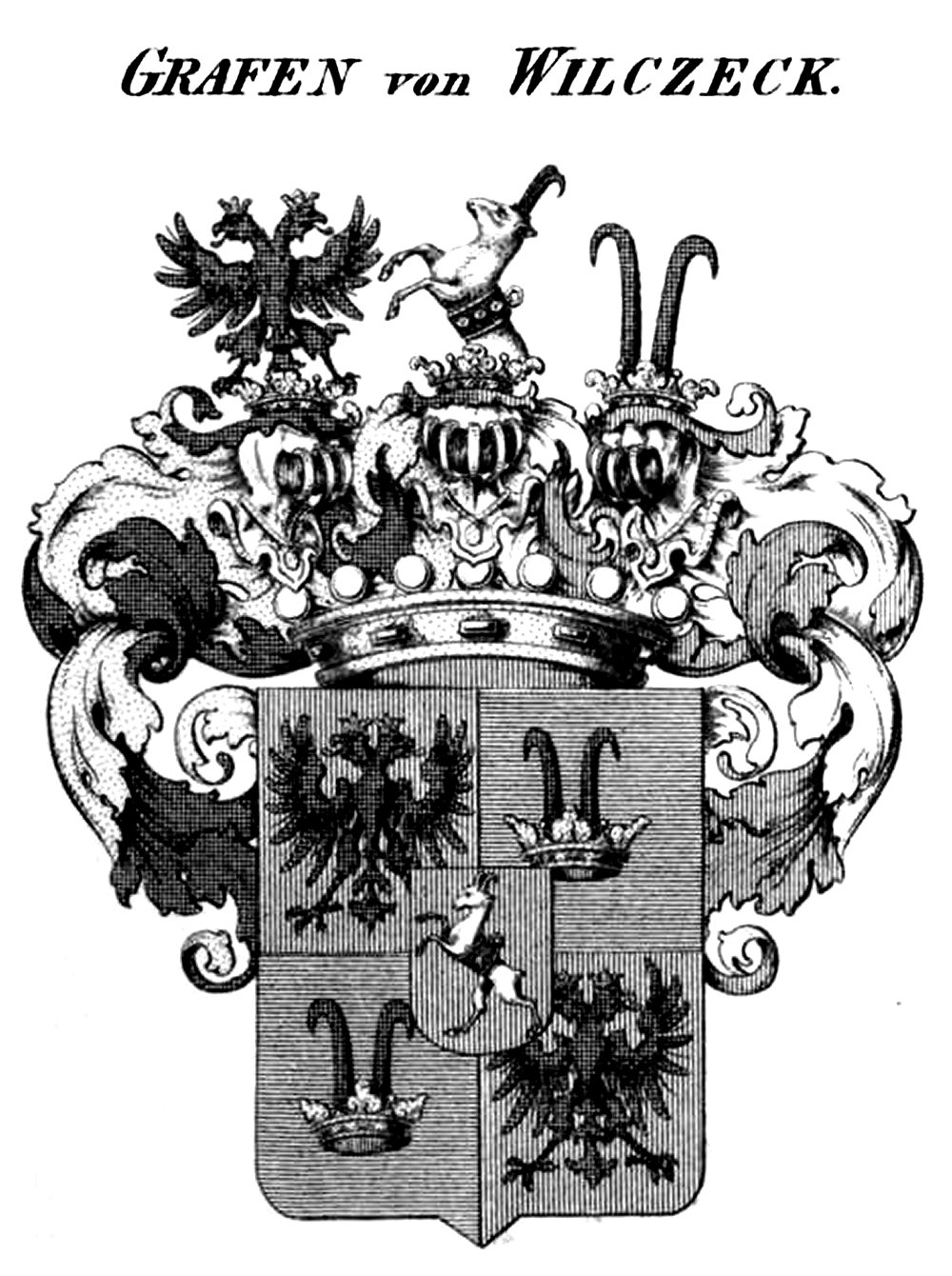
Familienwappen

Johann Joseph Maria Balthasar Reichsgraf von Wilczek (* 1710 in Teschen, Fürstentum Teschen; † 10. Juni 1787 in Wien) war ein Kaiserlicher Kämmerer, Feldzeugmeister und Oberst-Kriegskommissar.

## Leben
Er stammte aus dem schlesischen Uradelsgeschlecht Wilczek und war der Sohn des Generalfeldmarschalls und Hofkriegsrates Heinrich Wilhelm Reichsgraf von Wilczek (1665–1739) und der Maria Charlotte geb. Gräfin von St. Hilaire (* 1670). Joseph Balthasar von Wilczek trat in jungen Jahren in die Kaiserliche Armee ein, wo er zum Oberstleutnant avancierte. Der spätere Kaiser Franz I. Stephan ernannte ihn zum Kämmerer. Wilczek erwarb die Herrschaft Walkersdorf in Niederösterreich und war der Stammvater der jüngeren gräflichen Linie, die bis heute fortbesteht. 1750 erfolgte seine Ernennung zum Geheimrat und seine Berufung zum Landespräsidenten von Kärnten. 1752 wurde er Feldmarschall-Leutnant, 1753 Feldzeugmeister und 1756 Oberst-Kriegskommissar. Darauf übernahm er den Vorsitz mehrerer Hofkommissionen. Joseph Balthasar von Wilczek starb am 10. Juni 1787 in Wien.

## Familie
Joseph Balthasar von Wilczek vermählte sich am 3. August 1734 in Wien mit Maie Antonie Gräfin Kottulinský (* 17. Februar 1710; † 3. Juni 1787). Aus der Ehe gingen u. a. folgende Kinder hervor:
- Johann Joseph Maria von Wilczek (* 18. Juni 1738 in Groß-Peterwitz; † 2. Februar 1819 in Wien)
- Joseph Franz Johann Baptist Moritz Leonhard Augustin von Wilczek (* 21. August 1746 in Wien; † 14. Juli 1828 ebenda)
- Maria Josepha Antonia Franziska Ignatia Leonarda Thekla von Wilczek (* 14. Juni 1750 in Wien; † 24. März 1771 ebenda) ⚭ 1768 Maximilian Franz Xaver von Daun (1721–1790)[1]